# Nokia (Finlàndia)
Nokia és una ciutat i municipi de Finlàndia a les ribes del riu Emäkoski a la regió de Pirkanmaa i la província de Finlàndia Occidental, aproximadament 15 km a l'oest de Tampere. Té una població de 29.147 habitants (maig del 2006).

## Història

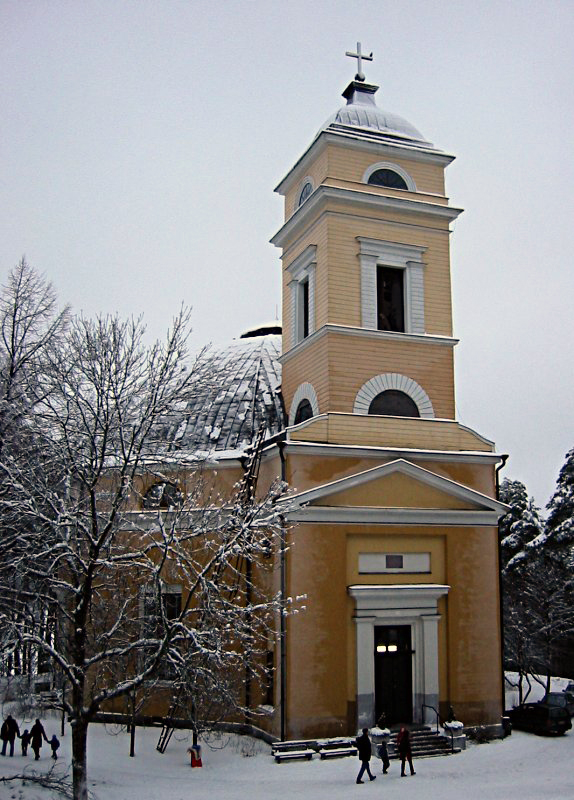
Església de Nokia

El nom Nokia ve de la paraula nokia, paraula del finlandès arcaic de manera curta per a nokinäätä que significa sable (un mustèlid). Després que el sable es cacés fins a l'extinció a Finlàndia, la paraula significa qualsevol animal de pell foscament cobert com marta que es trobi a l'àrea avui dia. Posteriorment la paraula va ser atribuïda a pells en general, però ja no és utilitzada en aquest sentit. L'animal es troba a l'escut d'armes de Nokia.
La primera referència literària a Nokia és en un document de 1505 en la connexió amb el Nokia Manor.
Nokia va ser l'escena d'una de les batalles més grans en la Guerra del Pal (Club war), una revolta de camperols del 1596 contra senyors feudals suecs. Els camperols, per sorpresa armats amb pals, es fan amb Nokia Manor i guanyaren unes quantes escaramusses contra la cavalleria feudal, però van ser derrotats decisivament per Klaus Fleming el gener de 1597. Van morir milers d'homes i el seu líder, Jaakko Ilkka, va ser capturat unes quantes setmanes més tard i executat. La Guerra del Pal va ser l'última rebel·lió de camperols a Finlàndia. Molt de temps després, a la Guerra Civil finlandesa (1918), Nokia (junt amb la veina Tampere) va ser un baluard Comunista i va viure algun combat.
El gegant de telecomunicació Nokia es va establir a Nokia (per això el nom).